# 埼玉県立大学
埼玉県立大学（さいたまけんりつだいがく、英語: Saitama Prefectural University）は、 埼玉県越谷市三野宮820に本部を置く日本の公立大学。1999年創立、1999年大学設置。大学の略称は県大、埼玉県大である。当初、4年制で新設された保健医療福祉学部と、旧埼玉県立衛生短期大学から引き継いだ短期大学部が設置されていたが、短期大学部は2008年3月に廃止された。

## 概要
キャンパスは建築設計競技により選定された山本理顕が設計を担当した。1999年度のグッドデザイン賞施設部門金賞を受賞。
東京都心から30キロメートル圏と東京都内発でロケーション撮影を行うには手頃な立地条件にあり、上述した様にデザイン面で優れたキャンパスを有している。この事から、『のだめカンタービレ』『医龍-Team Medical Dragon-2』『L change the WorLd』『劇場版 仮面ライダー剣 MISSING ACE』『相棒』『SP 警視庁警備部警護課第四係』など、映画・ドラマのロケ地として使用されることが多い。
また、HIGH and MIGHTY COLORの『OVER』などアーティストのミュージックビデオのロケ地としても使用されている。
放送大学学園と単位互換協定を結んでおり、放送大学で取得した単位を卒業に要する単位として認定することができる。

## 沿革
- 1993年 - 県立看護・福祉系大学（仮称）基本構想検討委員会を設置。基本構想案を県知事へ報告され、基本構想が策定される。
- 1994年 - 設置予定地が決定。看護福祉系大学設立準備室を設置。県立看護福祉系大学（仮称）基本計画策定。
- 1996年 - 文部省との事前協議を開始。
- 1998年 - 文部省へ設置認可申請書を提出、文部省大学設置・学校法人審議会より答申及び設置認可。
- 1999年 - 埼玉県立大学開学（保健医療福祉学部看護学科、理学療法学科、作業療法学科、社会福祉学科）。埼玉県立衛生短期大学を埼玉県立大学短期大学部に名称変更し、埼玉県立大学に併設。
- 2001年 - この年入学者を最後に、短期大学部地域看護学専攻の新規募集を停止（2002年3月閉科）。
- 2004年 - この年入学者を最後に、短期大学部第二看護学科の新規募集を停止（2006年3月閉科）。
- 2005年 - この年入学者を最後に、短期大学部の助産学専攻以外の学科の新規募集を停止。
- 2006年 - 保健医療福祉学部と短期大学部を統合再編。保健医療福祉学部に健康開発学科（健康行動科学専攻、検査技術科学専攻、口腔保健科学専攻）を設置。
- 2008年 - 短期大学部を閉学。
- 2009年 - 大学院保健医療福祉学研究科修士課程を設置。大学院サテライトキャンパス（さいたま市浦和区）を設置。
- 2010年 - 地方独立行政法人法に基づき、公立大学法人化。
- 2014年 - 社会福祉学科を社会福祉子ども学科（社会福祉学専攻、福祉こども学専攻）に改組。
- 2015年 - 大学院に博士後期課程を設置、修士課程を博士前期課程と改称。基本理念を制定。
- 2016年 - 研究開発センターを設立。大学歌を制定。
- 2017年 - 大学院サテライトキャンパスを移転（さいたま市中央区）。
- 2017年 - 公益財団法人いきいき埼玉と、健康寿命延伸などで連携協定[4]。

## 教育・研究組織

### 学部
- 保健医療福祉学部
  - 看護学科
  - 理学療法学科
  - 作業療法学科
  - 社会福祉子ども学科
    - 社会福祉学専攻
    - 福祉子ども学専攻

  - 健康開発学科
    - 健康行動科学専攻
    - 検査技術科学専攻
    - 口腔保健科学専攻

### 大学院
- 保健医療福祉学研究科
  - 看護学専修
  - リハビリテーション学専修
  - 健康福祉科学専修

## 建築デザインの特徴
キャンパスの北・西側には水田が広がり、敷地周囲に柵は少なく開放的である。「保健・医療・福祉の連携と統合」を理念に設計された4階建ての長い水平の建築。北棟と南棟の2本の鉄骨とガラスの長いキューブ構造体200mからは圧倒的な印象を受ける。9棟から成り立っているが、ほとんどの建物には2階レベルの屋上デッキからアクセス可能で、利用者が自由に行き来できる。
また、1階レベルは小割の実習室群で、2階の整然とした構成とは異なる印象を受ける。建物内はガラスと鉄骨の構成で、色はシルバーを基調とし、外光のコントラストが際立っている。また、建物群の所々にアート作品のサインを目にすることができ、無機的な雰囲気に溶け込んでいる。小さな入口から入る図書室(情報センター）も特徴ある施設となっている。
これらによりグッドデザイン賞施設部門金賞(1999年度)を受賞するに至った。
施設紹介

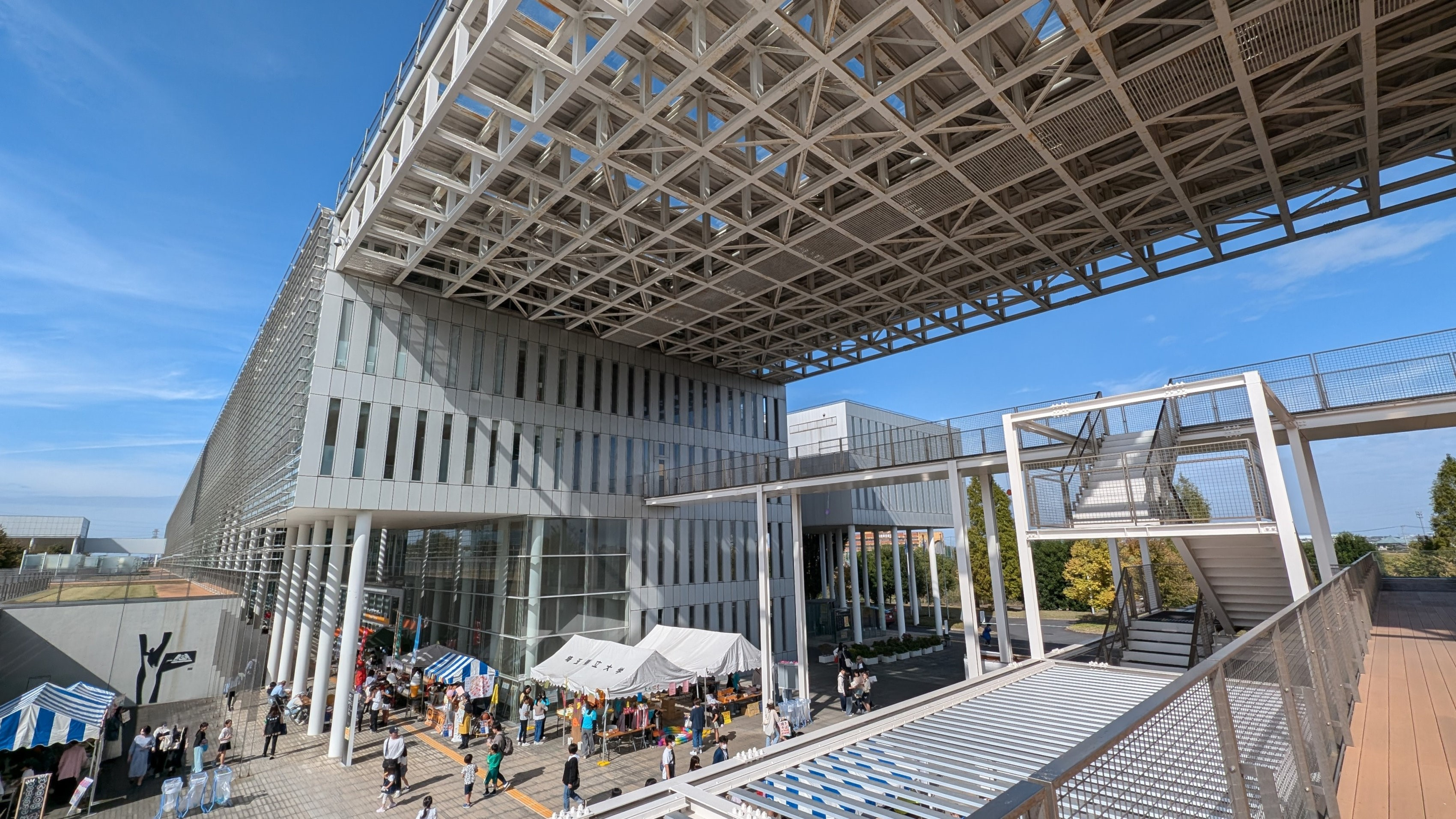
北棟と屋根構造物
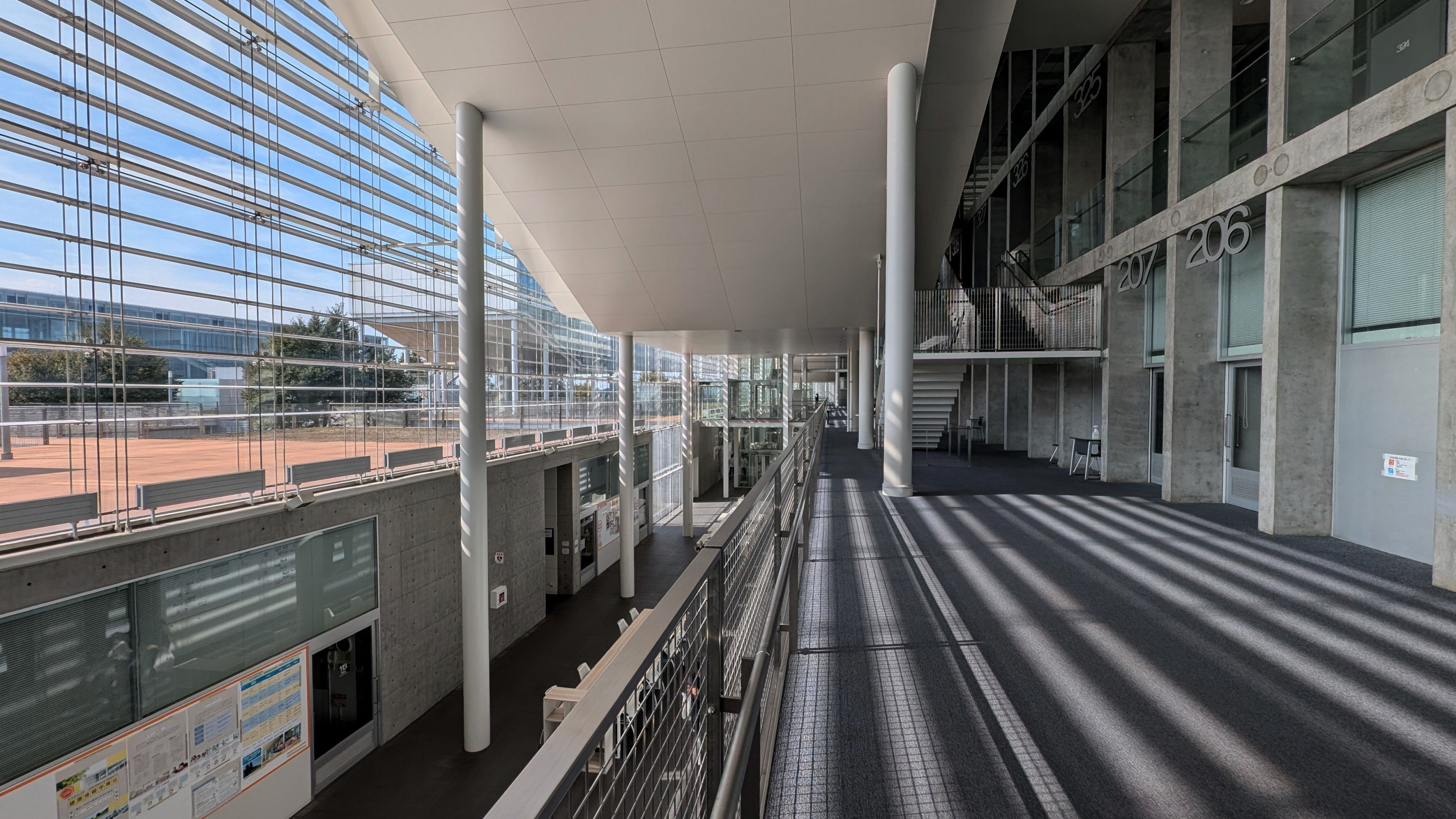
北棟2Fの通路
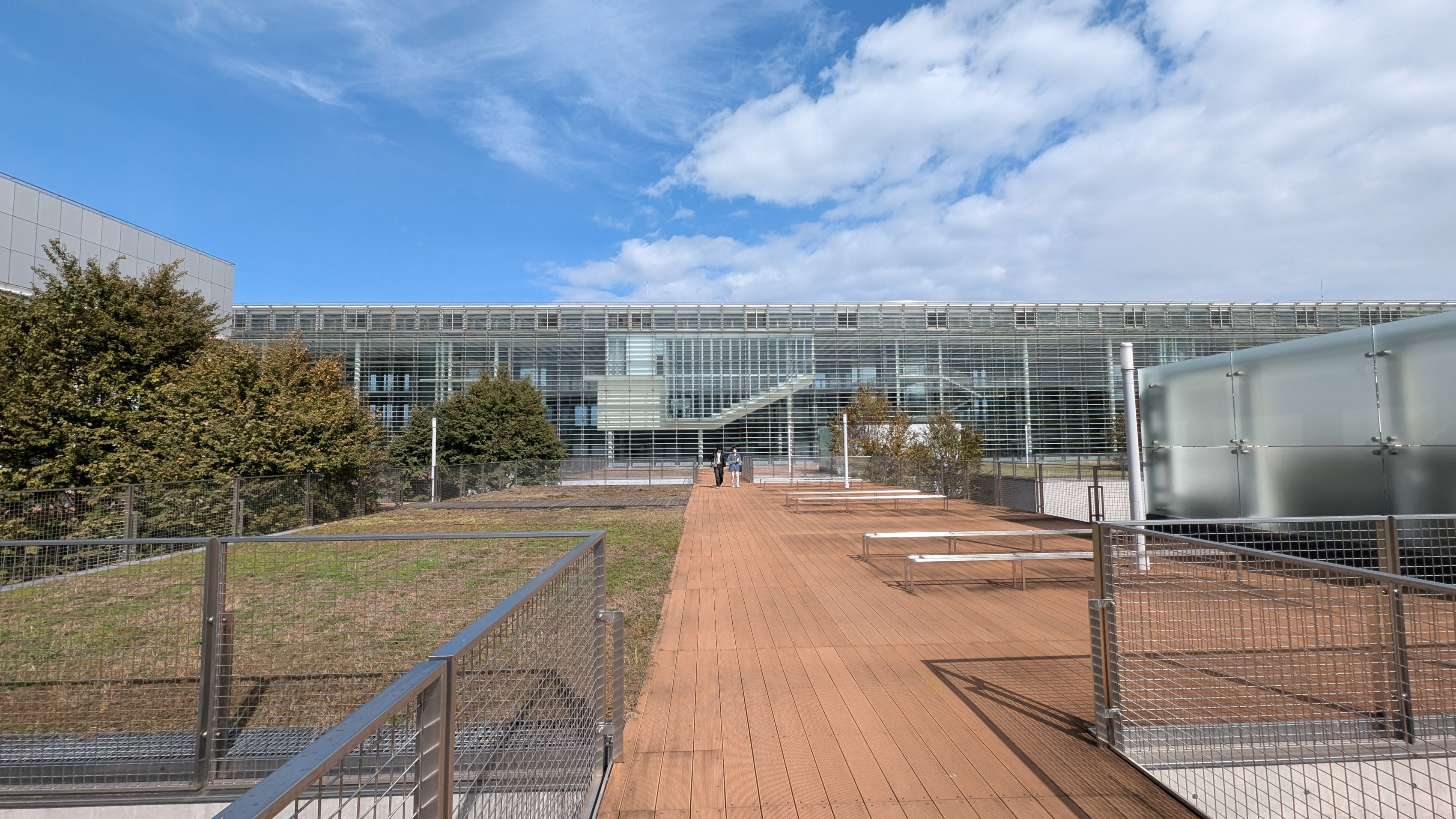
共通施設棟の屋上
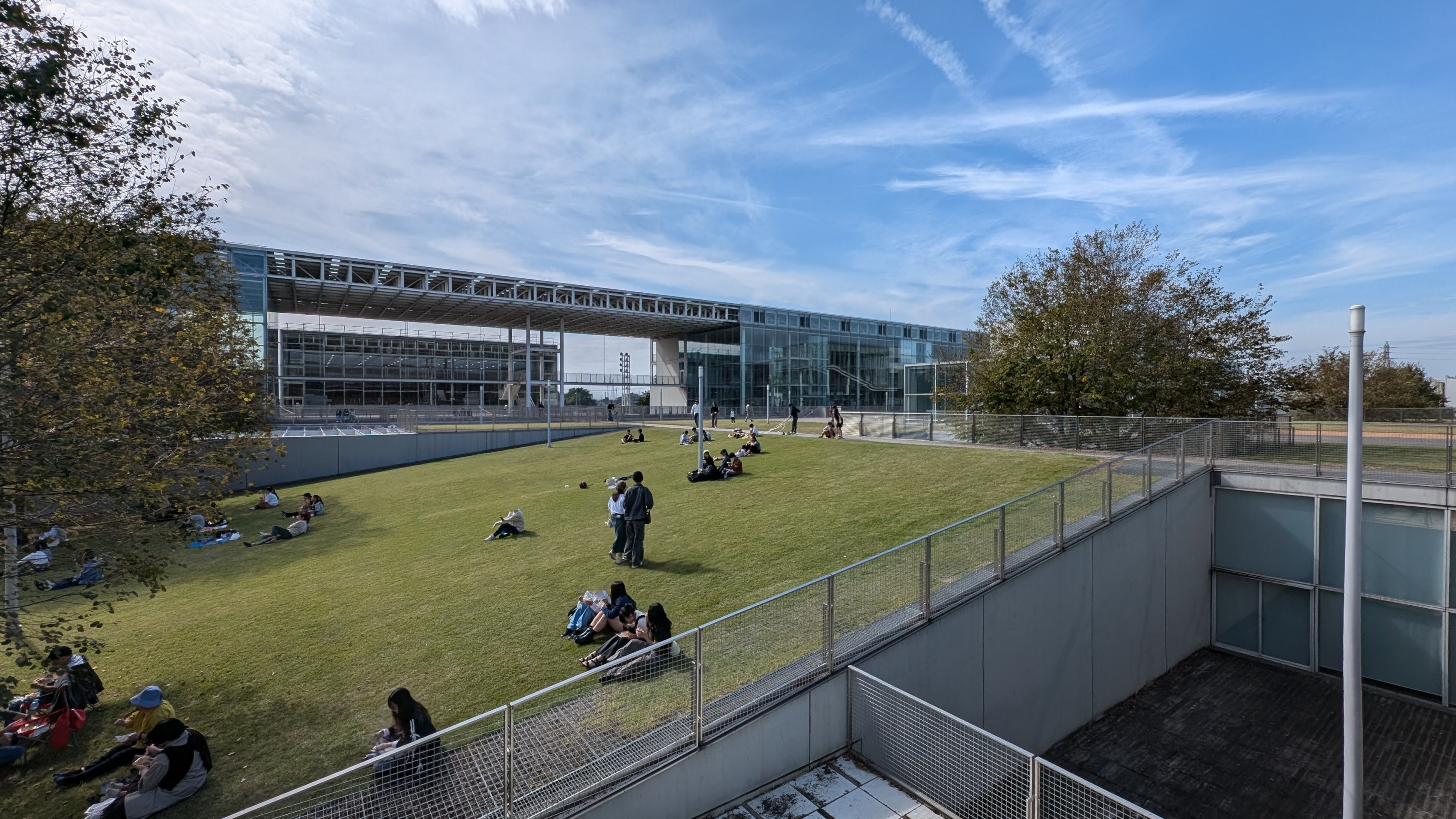
連携と統合の丘
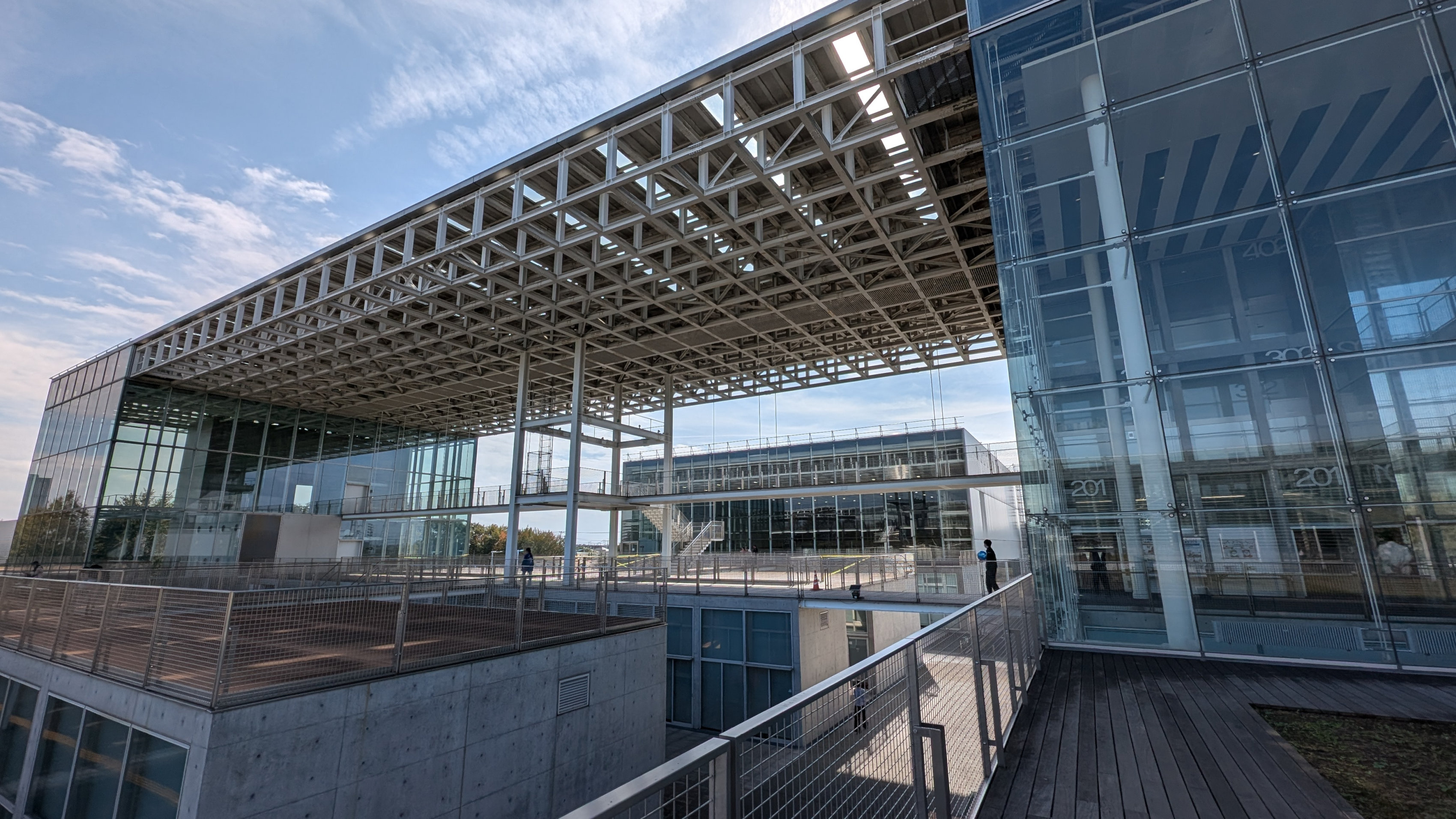
南棟と屋根構造物
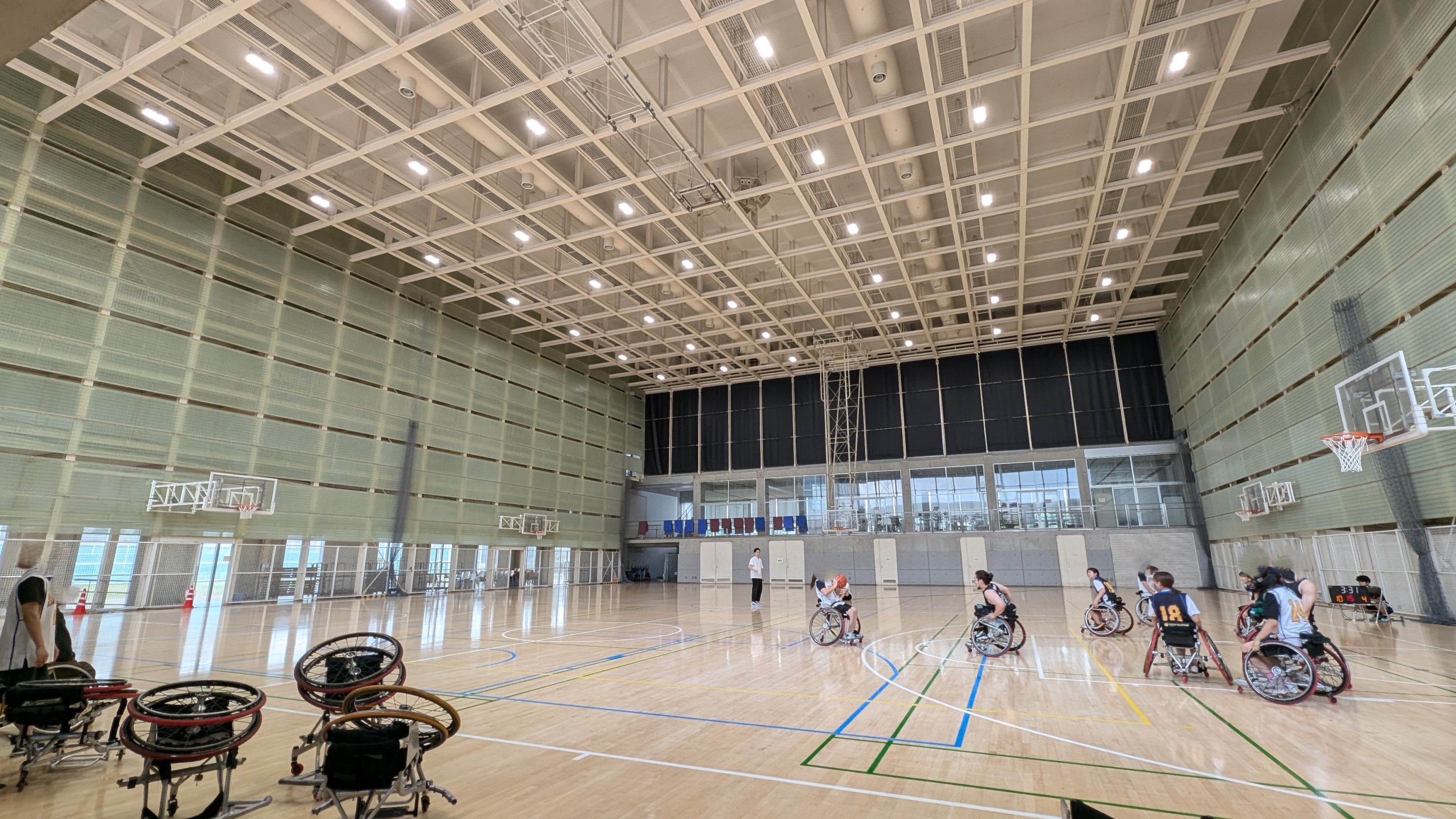
体育館内(車いすバスケットボールの試合)
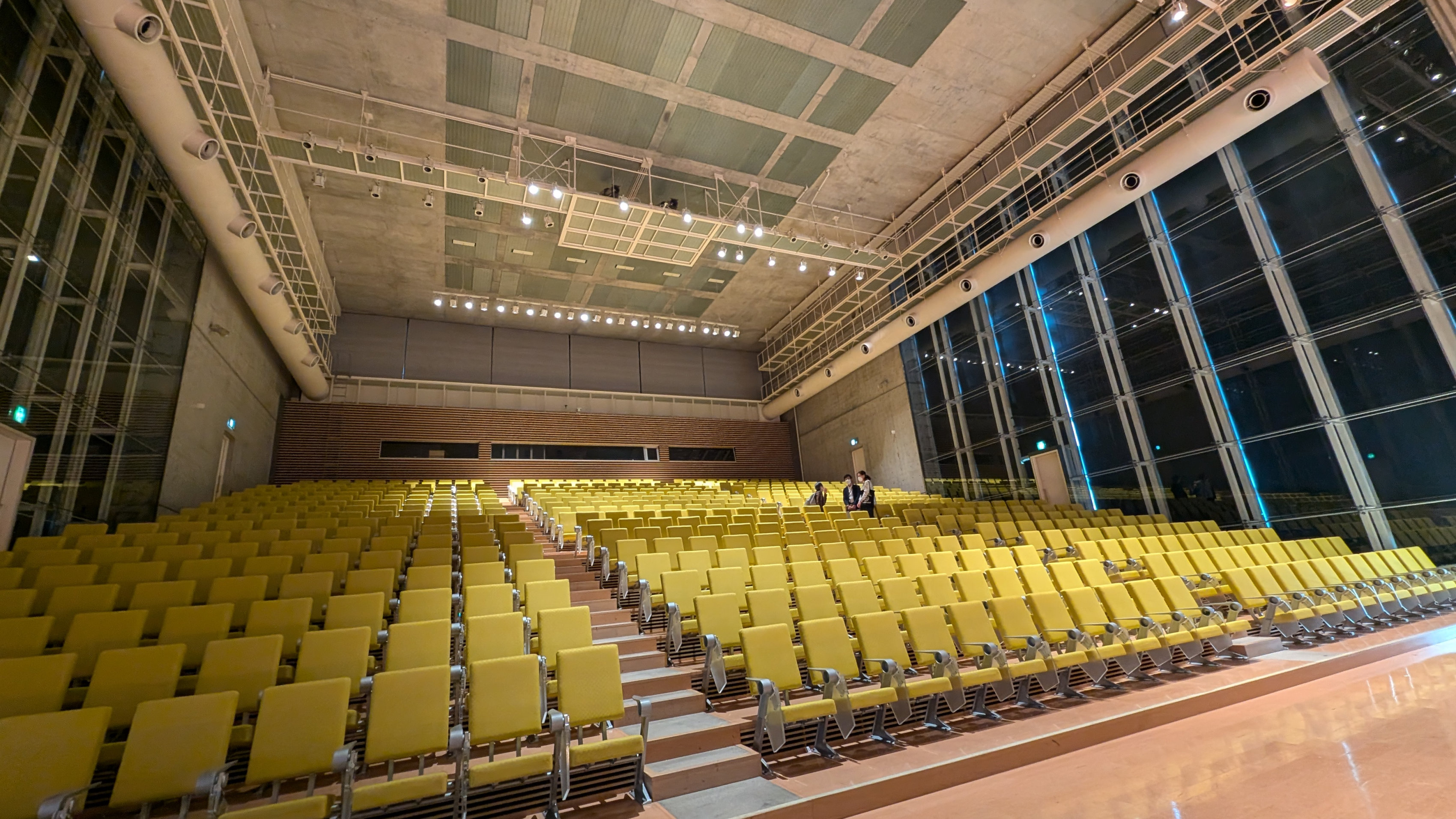
講堂の内部
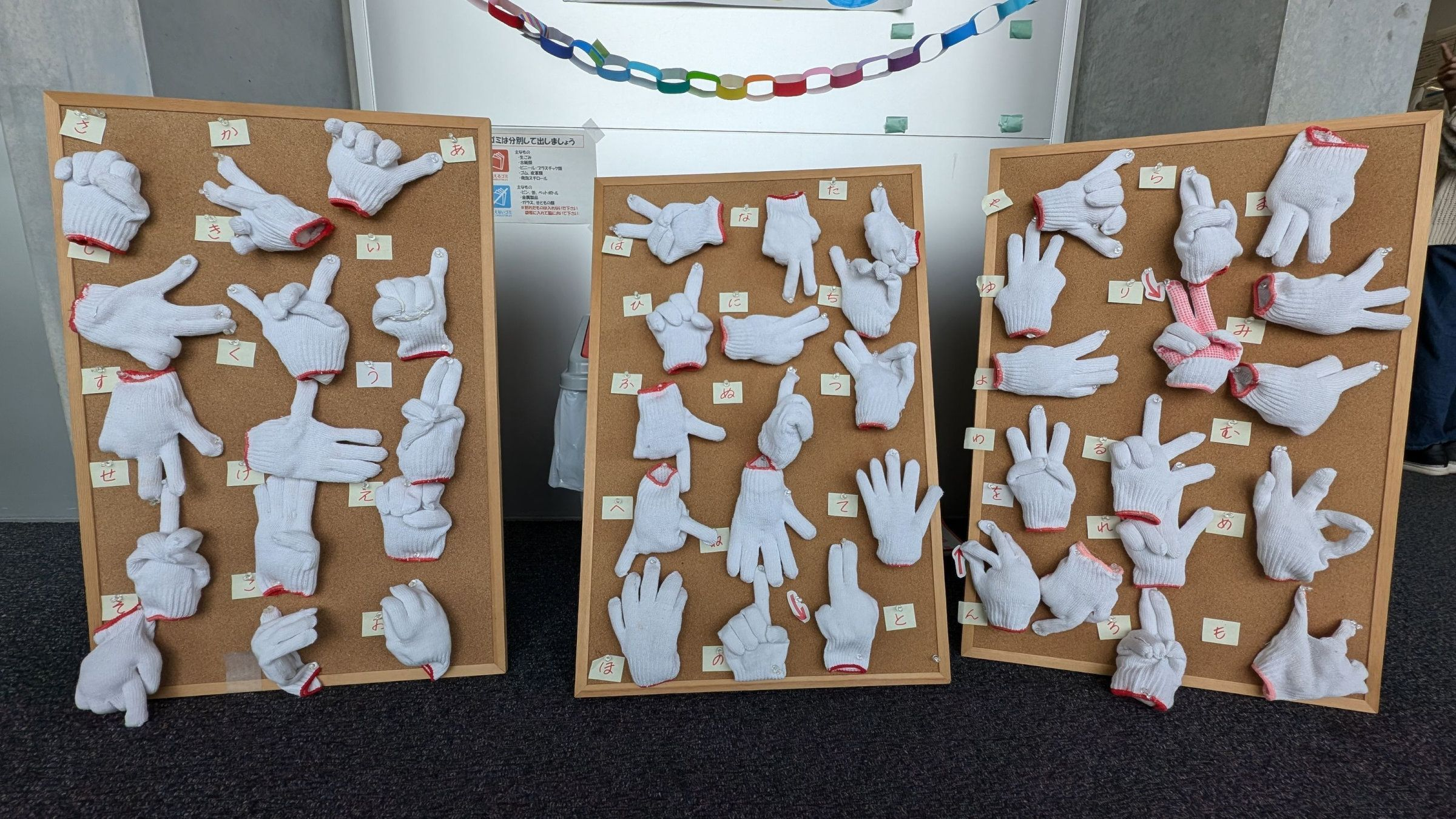
手話(社会福祉への取り組みの一例)

## アクセス
- 東武伊勢崎線せんげん台駅西口より朝日自動車埼玉県立大学行きバス5分、徒歩20分